# 婚期 (テレビドラマ)
『婚期』（こんき）は、1973年7月2日～8月24日にTBS「花王 愛の劇場」枠にて放送された昼ドラマである。

## キャスト
- 野上節子 - 日色ともゑ
- 河北礼一郎 - 山本学
- 河北秋子 - 桜田千枝子
- 純子 - 渡辺康子
- 野上達治 - 下條正巳
- 野上つね子 - 中北千枝子
- 野上美佐 - 大田黒久美
- 大月則夫 - 古谷一行
- 春江 - 小林夕岐子
- 野上勇 - 谷岡行二（現・谷岡弘規）
- 信正 - 津野哲郎
- 節子の会社の同僚・時枝 - みた杏子
- 東京トラベルセンター所長 - 幸田宗丸
- 秋子の母 - 春江ふかみ
- 信正の妻 - 生田くみ子
- ナレーター - 坂本和子

## スタッフ
- 脚本 - 高橋玄洋
- 監督 - 野長瀬三摩地、長野卓
- 助監督 - 水野直樹
- 制作担当者 - 伊東正純
- プロデューサー - 菅英久
- 音楽 - 土田啓四郎
- 整音 - 竹内和義
- 美術 - 伊東正靖
- 撮影 - 飯村正
- 照明 - 木村節二
- 編集 - 神島帰美
- 現像 - 東洋現像所（現・IMAGICA）
- 制作 - TBS､東宝

## 主題歌
- 作詞：鳥井実 / 作曲：土田啓四郎 / 編曲：高田弘 / 歌：野路由紀子